# Ловздар-е Олія
Ловздар-е Олія (перс. لوزدرعليا) — село в Ірані, у дегестані Гендудур, у бахші Сарбанд, шагрестані Шазанд остану Марказі. За даними перепису 2006 року, його населення становило 539 осіб, що проживали у складі 136 сімей.

## Клімат
Середня річна температура становить 11,06 °C, середня максимальна – 30,59 °C, а середня мінімальна – -11,80 °C. Середня річна кількість опадів – 281 мм.
| Клімат поселення                              | Клімат поселення | Клімат поселення | Клімат поселення | Клімат поселення | Клімат поселення | Клімат поселення | Клімат поселення | Клімат поселення | Клімат поселення | Клімат поселення | Клімат поселення | Клімат поселення | Клімат поселення |
| Показник                                      | Січ.             | Лют.             | Бер.             | Квіт.            | Трав.            | Черв.            | Лип.             | Серп.            | Вер.             | Жовт.            | Лист.            | Груд.            |                  |
| Середній максимум, °C                         | 5,32             | 7,40             | 11,65            | 18,23            | 23,54            | 28,77            | 30,59            | 30,55            | 25,67            | 19,52            | 12,29            | 6,77             |                  |
| Середня температура, °C                       | −3,25            | −1,16            | 3,08             | 9,67             | 14,97            | 20,19            | 24,56            | 24,52            | 19,64            | 13,49            | 6,26             | 0,74             |                  |
| Середній мінімум, °C                          | −11,8            | −9,74            | −5,48            | 1,11             | 6,40             | 11,64            | 18,53            | 18,48            | 13,60            | 7,46             | 0,22             | −5,3             |                  |
| Норма опадів, мм                              | 44               | 41               | 52               | 37               | 28               | 5                | 1                | 1                | 0                | 6                | 26               | 40               |                  |
| Середньомісячна швидкість вітру, м/с          | 1.31             | 2.35             | 2.76             | 2.86             | 2.46             | 2.39             | 2.28             | 2.17             | 2.25             | 1.81             | 1.68             | 1.31             |                  |
| Середньомісячна сонячна радіація, кДж/м²·день | 9588             | 12673            | 15310            | 18524            | 22583            | 27038            | 25908            | 24359            | 21491            | 16207            | 11351            | 9264             |                  |
| --------------------------------------------- | ---------------- | ---------------- | ---------------- | ---------------- | ---------------- | ---------------- | ---------------- | ---------------- | ---------------- | ---------------- | ---------------- | ---------------- | ---------------- |
| Джерело:                                      |                  |                  |                  |                  |                  |                  |                  |                  |                  |                  |                  |                  |                  |